# Большой Кемчуг
Большой Кемчуг — деревня в Козульском районе Красноярского края России. Входит в состав Лазурненского сельсовета.

## География
Деревня находится в юго-западной части Красноярского края, на обоих берегах реки Кемчуг, на расстоянии примерно 10 км (по прямой) или 14 км (по дорогам общего пользования с твёрдым покрытием) к востоку-северо-востоку (ENE) от районного центра посёлка Козулька. Абсолютная высота — 266 метров над уровнем моря.

## История
Через деревню по улице Центральной на западном берегу реки, а далее по улице Заречной на восточном берегу проходила трасса старинного Московского тракта, а сам посёлок был образован вокруг переправы через реку Кемчуг.

## Население
| 2010 |
| ---- |
| 138  |

По данным Всероссийской переписи, в 2010 году численность населения деревни составляла 138 человек (60 мужчин и 78 женщин).

## Улицы
Уличная сеть деревни состоит из трёх улиц: Центральной, Набережной и Заречной.

## Транспорт
Вблизи деревни проходит автотрасса федерального значения Р255 «Сибирь» (до 1 января 2018 года может применяться — М53 «Сибирь»). На расстоянии 12,3 км от Большого Кемчуга расположена железнодорожная станция Козулька.

## Палеонтология
Около деревни Большой Кемчуг в породах, относящихся к меловому периоду нашли зуб (верхний премоляр) млекопитающего из вымершей группы многобугорчатых (Multituberculata). Род получил название байдабатыр, вид — Baidabatyr clivosu.

## Церковь Николая Чудотворца
Каменное здание православного храма во имя Николая Чудотворца в Большом Кемчуге построено в 1848 (или в 1840) году по проекту помощника енисейского губернского архитектора П. А. Шарова. В 1930-х годах Николаевская церковь была закрыта и заброшена.
В настоящее время руины церкви, расположенные по адресу: улица Центральная, дом 15 «А», являются главной достопримечательностью деревни. Существуют планы реставрации церкви, для реализации которых отсутствуют необходимые денежные средства.
Обиходные названия храма: Никольская церковь; Николаевская церковь; Николы церковь; Николы Угодника церковь; Николая Мирликийского церковь; Свято-Никольская церковь; Святоникольская церковь.
В архитектурном плане строение представляло собой кирпичную однопрестольную однокупольную церковь с двухъярусной колокольней в стиле позднего классицизма, близкую к образцовым проектам.

Священнослужители Никольского прихода жили за счет руги (части собранного урожая), которой с ними делились местные крестьяне.

## Галерея

Николаевская церковь в деревне Большой Кемчуг
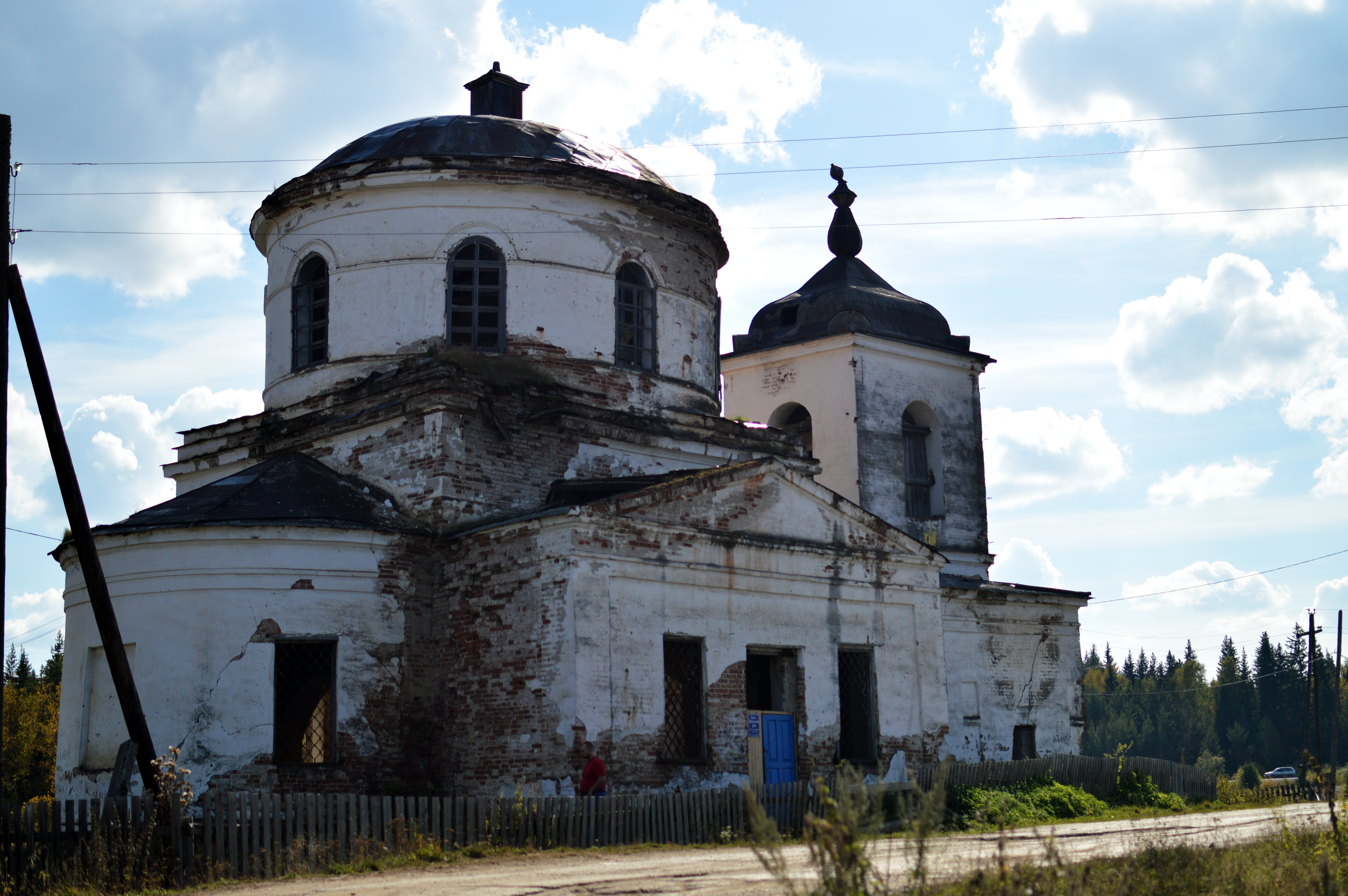
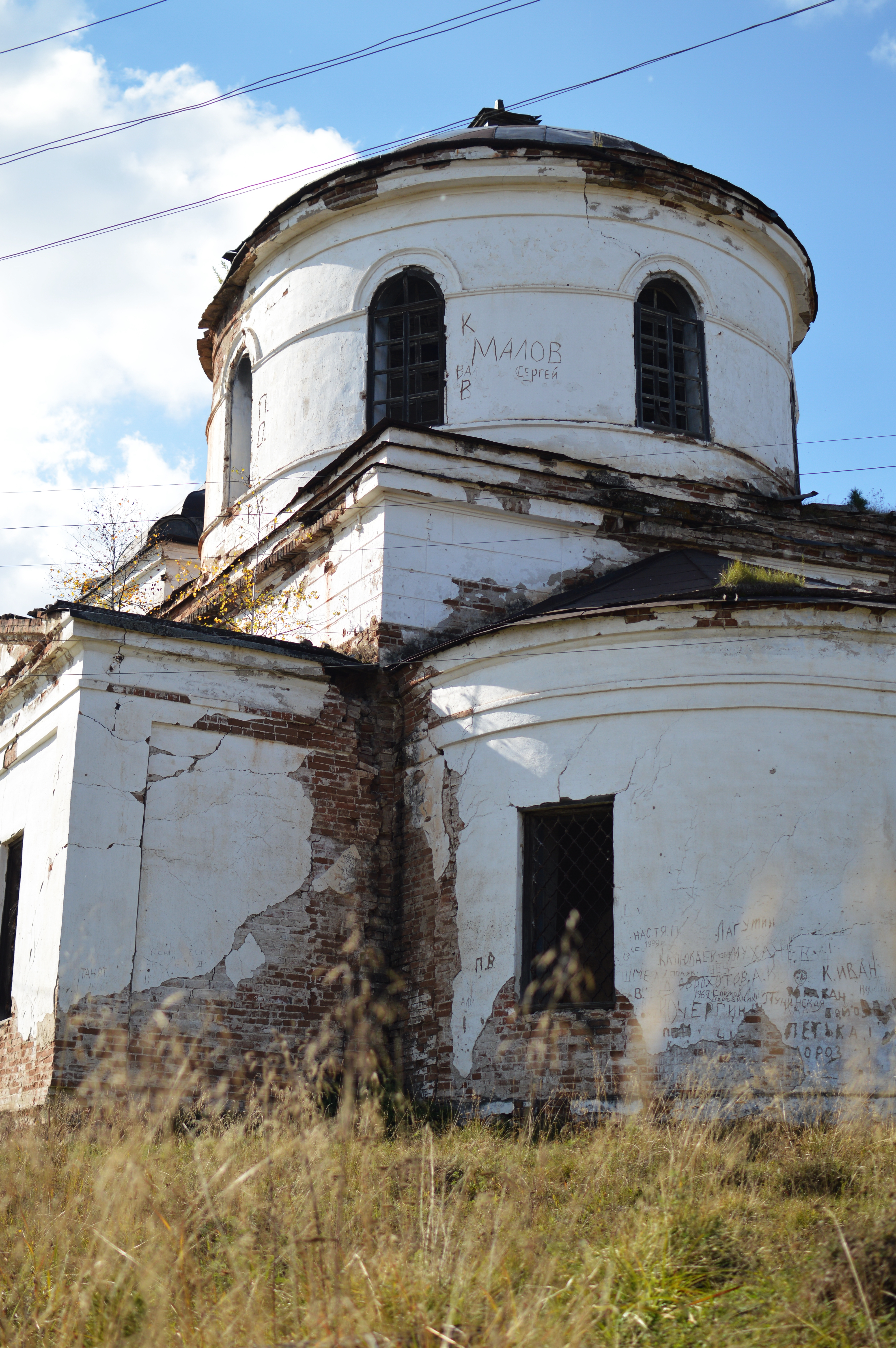
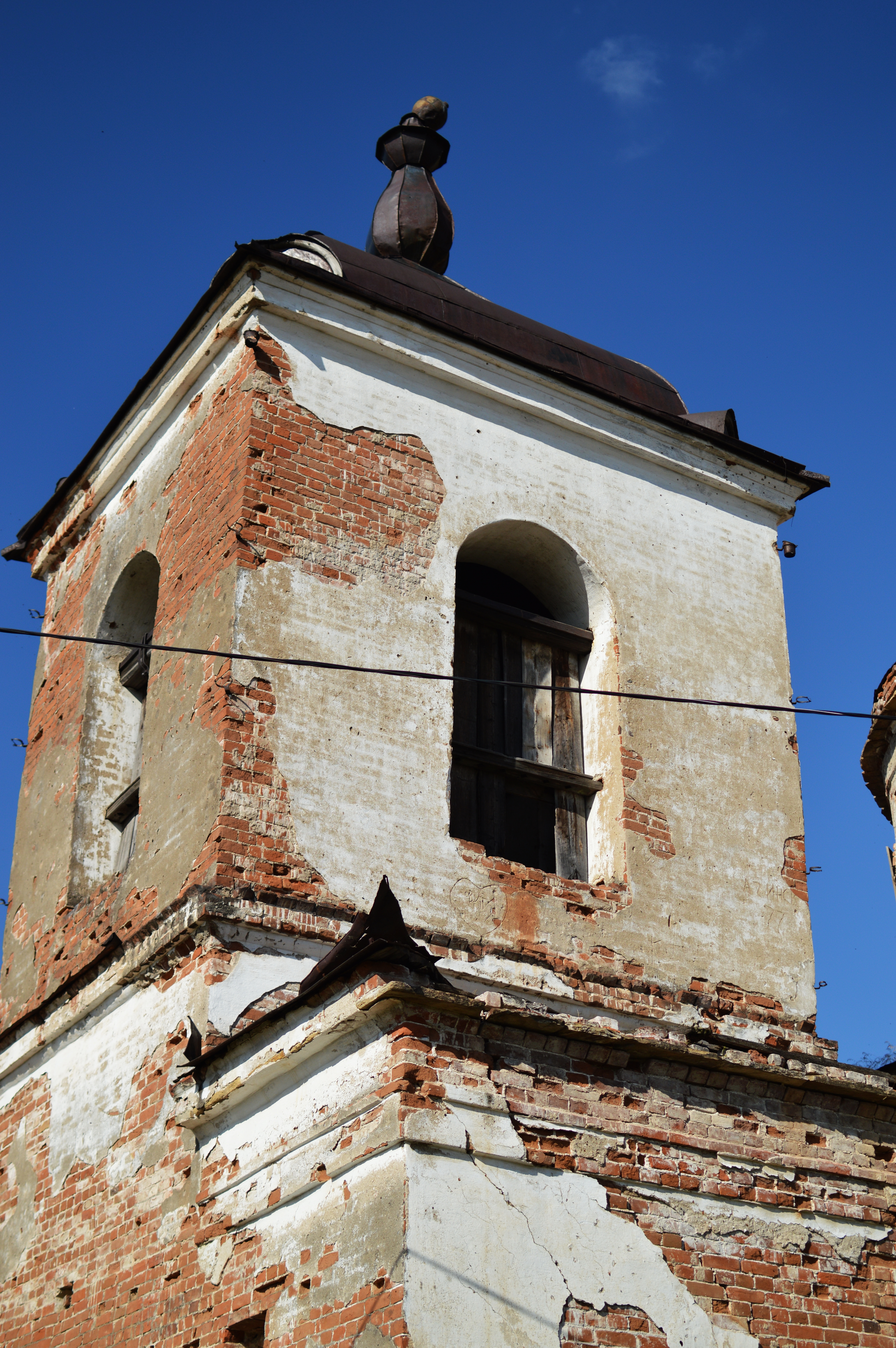
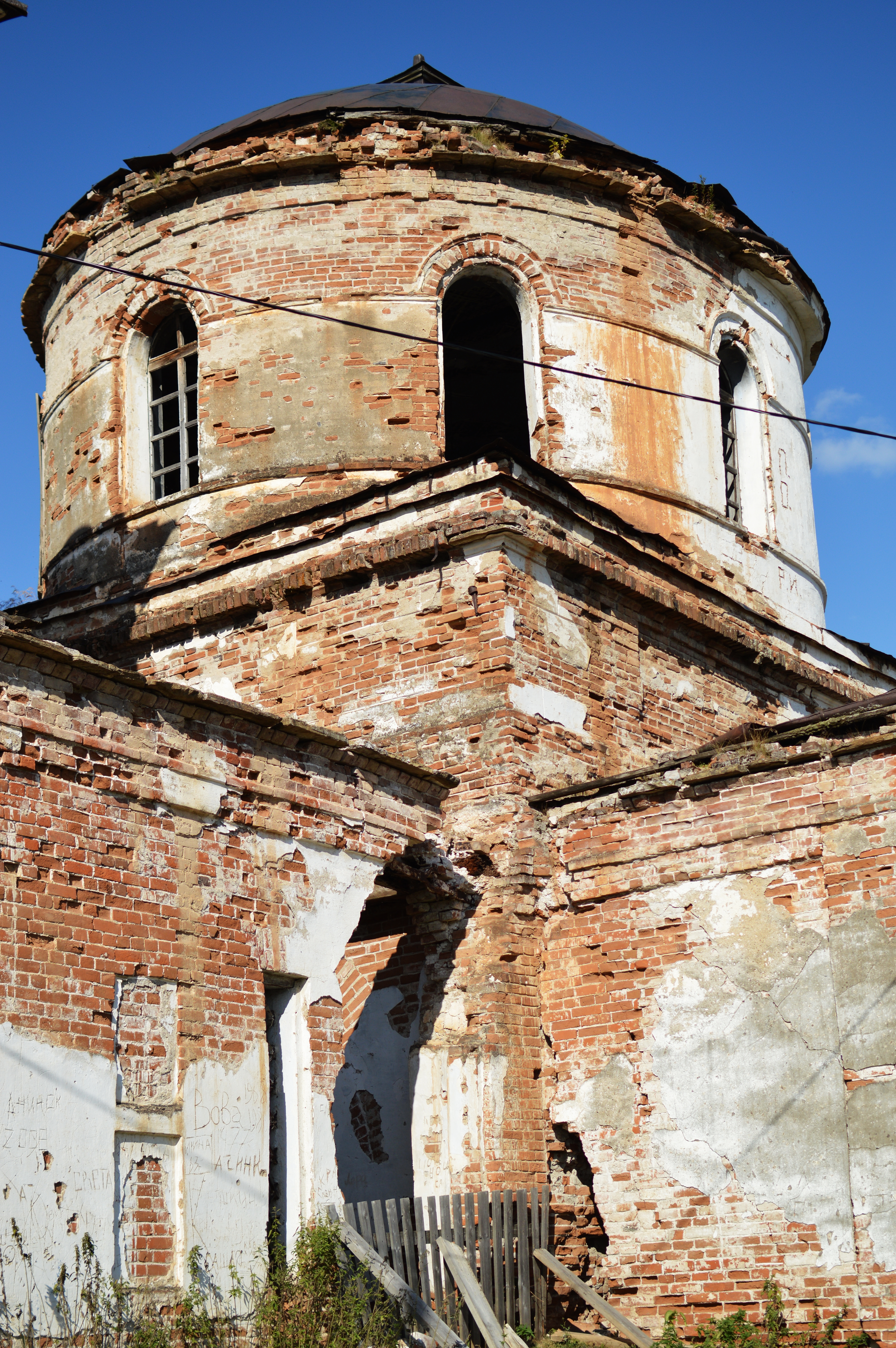
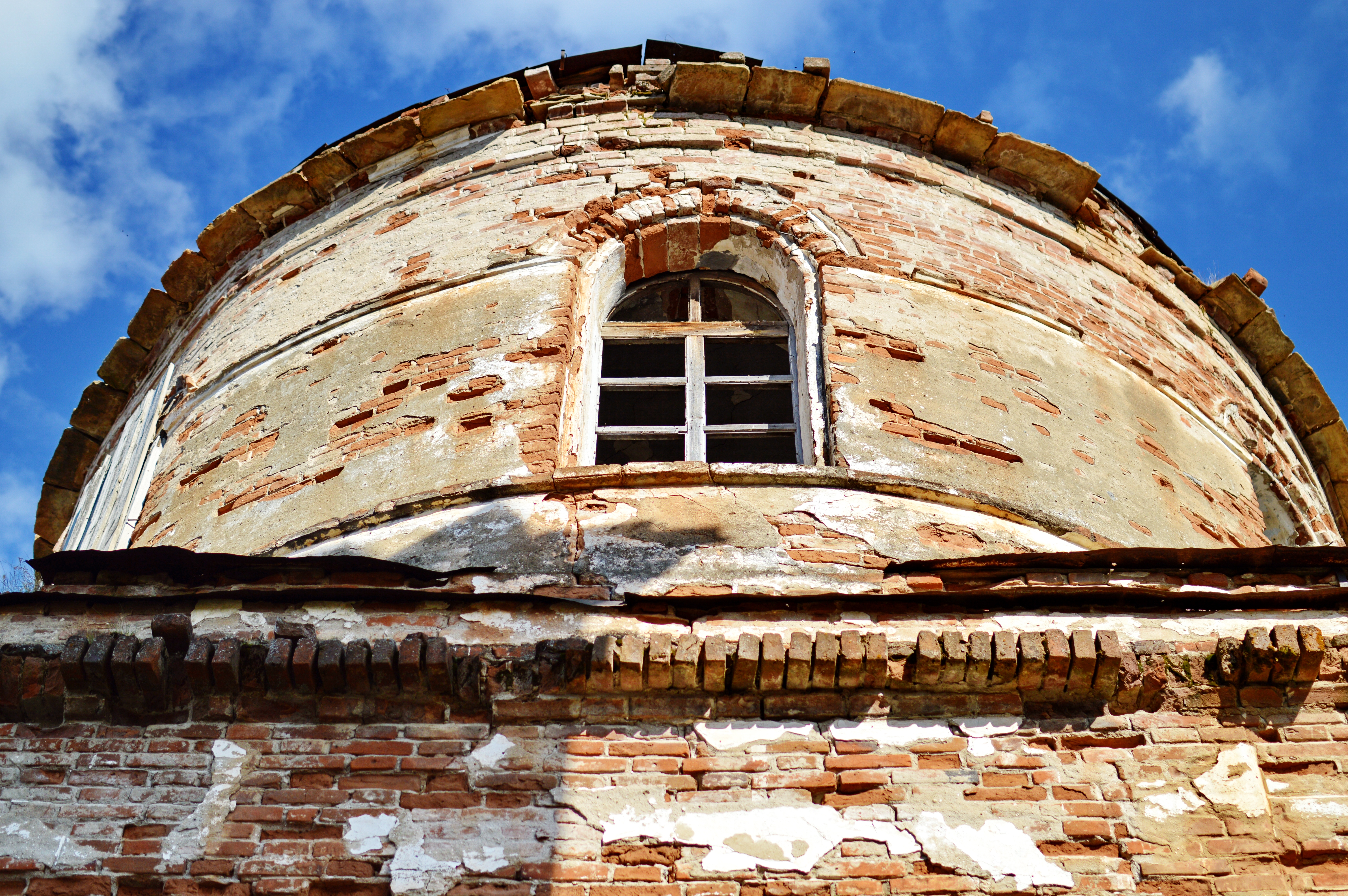